# Bordignón Olarra
Bordignón Olarra fue un primer actor de cine, radio, teatro y televisión argentino de amplia trayectoria.

## Carrera
Hermano del también actor José Olarra, Bordignón inició su carrera en la radiofonía argentina gracias a su imperante voz de galán.
En 1954 trabajó en el programa la Craneoteca de los genios por Radio Belgrano, bajo los libretos de Wimpy y dirección de Tito Martínez del Box, junto a Tincho Zabala, Marianito Bauzá, Raquel Simari y como conductor Jorge Paz. Junto a Nydia Reynal formaron una de las parejas exclusivas de Radio Splendid .
Trabajó en 1979 para un radioteatro de Radio Splendid titulado Los Paz en su hogar, escrito por Nolo Gildo, y protagonizada entre otros por Julio César Barton, Miguel Banni, Lita Sandoval, Héctor Figueras, Aurora del Mar y Nydia Reynal.
En cine incursionó en algunos filmes durante la época de oro del cine argentino, todos ellos con roles de reparto. Se inició con Se rematan ilusiones (1944) con José Olarra, Tito Gómez y Virginia Luque, y se despidió en 1951 con Escándalo nocturno, protagonizado por Juan Carlos Thorry y Elina Colomer.
Para la televisión integró el elenco de Telecómicos junto a figuras como Jorge Porcel, Luisina Brando, Nelly Beltrán, Juan Carlos Calabró, Atilio Pozzobón, Horacio Bruno, Iván Grey, entre otros.

## Filmografía
- 1951: Escándalo nocturno.
- 1948: Novio, marido y amante.
- 1948: La muerte camina en la lluvia.
- 1944: Se rematan ilusiones.[3]

## Televisión
- 1960: ¿Qué tal Buenos Aires?, junto a Idelma Carlo, Mirko Álvarez y Enrique Taitón.
- 1960: Telecómicos.
- 1968: Balabasadas.

## Teatro
- ¿Dónde vas, Alfonso XII? (1958), de Juan Ignacio Luca de Tena. Estampa romántica dividida en dos actos dirigida por Lola Membrives junto con Hilda Rey, Iris Portillo, Marcial Manent, Enrique San Miguel, Vicente Ariño, Vicente Thomas, Marisol Salgado, Germinia Sanso y Elias Herrero. Estrenada en el Teatro Cómico.
- Deolinda Correa (1967), con Francisco Rullán, Juan José Castelli, Hugo Arana, Carmen Olivet, Norma Agüero, Aldo Barbero, Raúl Lavié, Enrique Nóbile, Amalia Cerruti, María Cignacco, Mario Da Rosa, Emilio Comte y Nora Massi. Estrenada en el Teatro San Martín.[4]